# Italo Galbiati
Italo Galbiati (Milano, 8 agosto 1937 – Milano, 8 marzo 2023) è stato un allenatore di calcio e calciatore italiano, di ruolo centrocampista.

## Carriera

### Giocatore
Come calciatore trascorse un biennio all'Inter, con cui totalizzò una sola presenza, il 14 gennaio 1959 in Coppa delle Fiere contro il Lione (1-1 in Francia), senza mai esordire in Serie A. Nel 1960 passò al Lecco, con cui debuttò in Serie A in cui, in due stagioni giocò 43 gare complessivamente, 17 con una rete nel 1960/61 e 26 nel 1961/62. Retrocesso in Serie B nel 1962, rimase a Lecco fino al 1966, stagione della nuova promozione in Serie A, giocando altre 103 gare. Chiuse la carriera nel Como.

### Allenatore
Iniziò la carriera di allenatore con la Puteolana nel 1967. Negli anni settanta fu dirigente del settore giovanile dell'Inter, riuscendo a scoprire Walter Zenga. Ricoprì la carica di allenatore del Milan per tre brevi periodi, nel 1981, nel 1982, sostituendo dalla diciassettesima giornata del campionato 1981-1982 Gigi Radice, e nel 1984, sostituendo dalla venticinquesima giornata del campionato 1983-1984 Ilario Castagner.
Assistente di fiducia di Fabio Capello, è stato suo vice al Milan, dove il 5 aprile 1998 siede anche in panchina al posto dello squalificato tecnico friulano nella trasferta del San Nicola contro il Bari persa per 1-0, e alla Roma, poi collaboratore alla Juventus e nuovamente vice al Real Madrid.
Seguì il tecnico friulano anche alla guida tecnica della nazionale inglese e a luglio 2012 alla guida della nazionale russa.
È scomparso l'8 marzo 2023 all'età di 85 anni. Tre giorni dopo si è tenuto il funerale, nella chiesa di S. Pio V e Santa Maria di Calvairate

## Statistiche

### Presenze e reti nei club
| Stagione        | Squadra         | Campionato      | Campionato | Campionato | Totale | Totale |
| Stagione        | Squadra         | Comp            | Pres       | Reti       | Pres   | Reti   |
| --------------- | --------------- | --------------- | ---------- | ---------- | ------ | ------ |
| 1958-1959       | Inter           | A               | 1          | 0          | 1      | 0      |
| 1959-1960       | Reggina         | C               | 13         | 0          | 13     | 0      |
| 1960-1961       | Lecco           | A               | 17         | 1          | 17     | 1      |
| 1961-1962       | Lecco           | A               | 26         | 0          | 26     | 0      |
| 1962-1963       | Lecco           | B               | 35         | 0          | 35     | 0      |
| 1963-1964       | Lecco           | B               | 12         | 0          | 12     | 0      |
| 1964-1965       | Lecco           | B               | 32         | 2          | 32     | 2      |
| 1965-1966       | Lecco           | B               | 24         | 2          | 24     | 2      |
| Totale Lecco    | Totale Lecco    | Totale Lecco    | 146        | 5          | 146    | 5      |
| 1966-1967       | Como            | C               | 31         | 3          | 31     | 3      |
| Totale carriera | Totale carriera | Totale carriera | 191        | 8          | 191    | 8      |

### Statistiche da allenatore
In grassetto le competizioni vinte.
| Stagione        | Squadra         | Campionato      | Campionato | Campionato | Campionato | Campionato | Coppe nazionali | Coppe nazionali | Coppe nazionali | Coppe nazionali | Coppe nazionali | Coppe continentali | Coppe continentali | Coppe continentali | Coppe continentali | Coppe continentali | Altre coppe | Altre coppe | Altre coppe | Altre coppe | Altre coppe | Totale | Totale | Totale | Totale | % Vittorie |
| Stagione        | Squadra         | Comp            | G          | V          | N          | P          | Comp            | G               | V               | N               | P               | Comp               | G                  | V                  | N                  | P                  | Comp        | G           | V           | N           | P           | G      | V      | N      | P      | %          |
| --------------- | --------------- | --------------- | ---------- | ---------- | ---------- | ---------- | --------------- | --------------- | --------------- | --------------- | --------------- | ------------------ | ------------------ | ------------------ | ------------------ | ------------------ | ----------- | ----------- | ----------- | ----------- | ----------- | ------ | ------ | ------ | ------ | ---------- |
| 1967-1968       | Puteolana       | D               | 34         | 14         | 12         | 8          | -               | -               | -               | -               | -               | -                  | -                  | -                  | -                  | -                  | -           | -           | -           | -           | -           | 34     | 14     | 12     | 8      | 41,18      |
| giu. 1981       | Milan           | B               | 1          | 0          | 0          | 1          | CI              | 0               | 0               | 0               | 0               | -                  | -                  | -                  | -                  | -                  | -           | -           | -           | -           | -           | 1      | 0      | 0      | 1      | &0,00      |
| gen.-mag. 1982  | Milan           | A               | 14         | 4          | 4          | 6          | CI              | 0               | 0               | 0               | 0               | -                  | -                  | -                  | -                  | -                  | CM          | 3           | 3           | 0           | 0           | 17     | 7      | 4      | 6      | 41,18      |
| apr.-mag. 1984  | Milan           | A               | 6          | 3          | 1          | 2          | CI              | 2               | 0               | 1               | 1               | -                  | -                  | -                  | -                  | -                  | -           | -           | -           | -           | -           | 8      | 3      | 2      | 3      | 37,50      |
| Totale Milan    | Totale Milan    | Totale Milan    | 21         | 7          | 5          | 9          |                 | 2               | 0               | 1               | 1               |                    | -                  | -                  | -                  | -                  |             | 3           | 3           | 0           | 0           | 26     | 10     | 6      | 10     | 38,46      |
| Totale carriera | Totale carriera | Totale carriera | 55         | 21         | 17         | 17         |                 | 2               | 0               | 1               | 1               |                    | -                  | -                  | -                  | -                  |             | 3           | 3           | 0           | 0           | 57     | 21     | 18     | 18     | 36,84      |

## Palmarès

### Allenatore

#### Club

##### Competizioni nazionali
- Campionato italiano di Serie B: 1

Milan: 1980-1981

##### Competizioni internazionali
- Coppa Mitropa: 1

Milan: 1981-1982